# Черепково (Молдова)
Черепково также Чирипкэу (рум. Ciripcău) — село в Флорештском районе Молдавии. Относится к сёлам, не образующим коммуну.

## География
Село расположено на высоте 248 метров над уровнем моря.

## Население
По данным переписи населения 2004 года, в селе Чирипкэу проживает 1326 человек (659 мужчин, 667 женщин).
Этнический состав села:
| Национальность | Число жителей | Процентный состав |
| -------------- | ------------- | ----------------- |
| молдаване      | 1316          | 99,25             |
| русские        | 5             | 0,38              |
| украинцы       | 3             | 0,23              |
| румыны         | 1             | 0,08              |
| прочие         | 1             | 0,08              |
| Всего          | 1326          | 100 %             |

## Знаменитости
- Константин Стере (1865—1936) — молдавский и румынский политик, юрист, писатель — провёл детство в Чирипкэу.

## Достопримечательности
- Дом-музей Константина Стере. Работает с 11:00 до 16:00 (открывается по мере необходимости).